# John Wilkinson (homme politique)

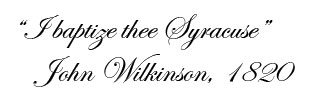
Citation de John Wilkinson en 1820

John Arbuthnot Du Cane Wilkinson (23 septembre 1940 - 1er mars 2014) est un homme politique conservateur britannique.

## Carrière politique
Il est député de Bradford West de 1970 à février 1974, date à laquelle il est battu par le candidat travailliste Edward Lyons. Il échoue à regagner le siège face à Lyon lors des élections législatives suivantes de la même année.
Aux élections générales de 1979, il est élu député de Ruislip-Northwood, succédant à Petre Crowder, où il est réélu aux élections générales de 1983, 1987, 1992, 1997 et 2001.
Anticommuniste, il préside à partir de 1982 une association transnationale, le Conseil européen de la liberté ou European freedom council (EFC), fondé à Munich en 1967, lié au Bloc des nations anti-bolchéviques de l'Ukrainien Iaroslav Stetsko et à la Ligue anticommuniste mondiale (World Anti-Communist/WACL).
Wilkinson ne se représente pas aux élections générales de mai 2005, et est remplacé par le conservateur, Nick Hurd. Au moment de sa retraite, Wilkinson est l'un des députés conservateurs les plus anciens, ayant siégé 30 ans au Parlement.

## Carrière parlementaire
Wilkinson reste à l'arrière-ban pendant la majeure partie de sa carrière parlementaire, à l'exception de deux brèves périodes en tant que secrétaire privé parlementaire (PPS): au ministre d'État à l'Industrie de 1979 à 1980 et au secrétaire d'État à la Défense de 1981 à 1982.
Ancien membre de la Royal Air Force (RAF), il intervient fréquemment dans les débats sur la défense et de 1979 à 1990, il est membre de l'Assemblée parlementaire de l'Union de l'Europe occidentale (UEO). Il est également membre de l'Assemblée parlementaire du Conseil de l'Europe.
Wilkinson est l'un des rebelles de Maastricht, exclus du groupe conservateur lorsqu'ils votent contre la législation visant à ratifier le traité de Maastricht sur l'Union européenne. Wilkinson et les autres rebelles continuent à s'opposer à la politique européenne du Premier ministre conservateur John Major pendant une grande partie du parlement de 1992 à 1997.